# Bianca Sierra
Pour les articles homonymes, voir Sierra.
Bianca Sierra, née le 25 juin 1992 à Mountain View, est une footballeuse internationale mexicaine évoluant au poste de défenseur central.

## Biographie
Avec les moins de 20 ans, elle participe à la Coupe du monde des moins de 20 ans en 2010 puis en 2012. Lors de l'édition 2010 organisée en Allemagne, elle joue quatre matchs. Le Mexique s'incline en quart de finale face à la Corée du Sud. Lors de l'édition 2012 qui se déroule au Japon, elle joue à nouveau quatre matchs. Le Mexique s'incline une nouvelle fois en quart de finale, face au Nigeria.
Avec l'équipe du Mexique A, elle dispute le Championnat féminin de la CONCACAF 2014, la Coupe du monde 2015, et le Championnat féminin de la CONCACAF 2018. Elle se classe troisième du championnat de la CONCACAF en 2014. Lors du mondial 2015 organisé au Canada, elle ne joue qu'une seule rencontre, face à l'Angleterre (défaite 2-1).